# سیارک ۳۰۰۷
سیارک ۳۰۰۷ (به انگلیسی: 3007 Reaves، نامگذاری:1979UC) سه هزار و هفتمین سیارک کشف شده است که در ۱۷ اکتبر ۱۹۷۹ کشف شد.
قدر مطلق سیارک برابر ۱۲٫۴۰ است.